# Papagaios
Papagaios is een gemeente in de Braziliaanse deelstaat Minas Gerais. De gemeente telt 15.384 inwoners (schatting 2009).

## Aangrenzende gemeenten
De gemeente grenst aan Curvelo, Maravilhas, Paraopeba, Pitangui, en Pompéu.